# Lahar, Ấn Độ
Lahar là một thị xã và là một nagar panchayat của quận Bhind thuộc bang Madhya Pradesh, Ấn Độ.

## Địa lý
Lahar có vị trí 24°54′B 79°01′Đ / 24,9°B 79,02°Đ Nó có độ cao trung bình là 275 mét (902 feet).

## Nhân khẩu
Theo điều tra dân số năm 2001 của Ấn Độ, Lahar có dân số 28.250 người. Phái nam chiếm 54% tổng số dân và phái nữ chiếm 46%. Lahar có tỷ lệ 61% biết đọc biết viết, cao hơn tỷ lệ trung bình toàn quốc là 59,5%: tỷ lệ cho phái nam là 70%, và tỷ lệ cho phái nữ là 50%. Tại Lahar, 17% dân số nhỏ hơn 6 tuổi.